# تيري جويس
تيري جويس (بالإنجليزية: Terry Joyce)‏ هو لاعب كرة قدم أمريكية أمريكي، ولد في 18 يوليو 1954 في كيركفيل في الولايات المتحدة، وتوفي في 17 يونيو 2011 في سانت لويس في الولايات المتحدة.

## وصلات خارجية
- تيري جويس على موقع مرجع كرة القدم المحترفة.كوم (الإنجليزية)